# Gornja Bijenja
Gornja Bijenja (cyr. Горња Бијења) – wieś w Bośni i Hercegowinie, w Republice Serbskiej, w gminie Nevesinje. W 2013 roku liczyła 59 mieszkańców.